# 雅各布斯·亨里克斯·范托夫
雅各布斯·亨里克斯·范托夫（1852年8月30日—1911年3月11日），生于荷兰鹿特丹，逝于德国柏林，荷兰化学家，1901年获诺贝尔化学奖。

## 生平
1852年8月30日出生於荷蘭鹿特丹。父親是医学博士，范托浩夫从小聪明过人。中学时期，对化学实验有濃厚兴趣。经常在放学以后偷偷地溜进学校實驗室，做化学实验。1869年到代尔夫特理工大学学习工业技术，以优异的成绩畢業，並受到该校任教的化学家A.C.奥德曼斯和物理学家范德·桑德·巴克胡依仁的重視。1872年，范托浩夫在莱顿大学毕业，前往巴黎医学院的武兹实验室。

## 事业

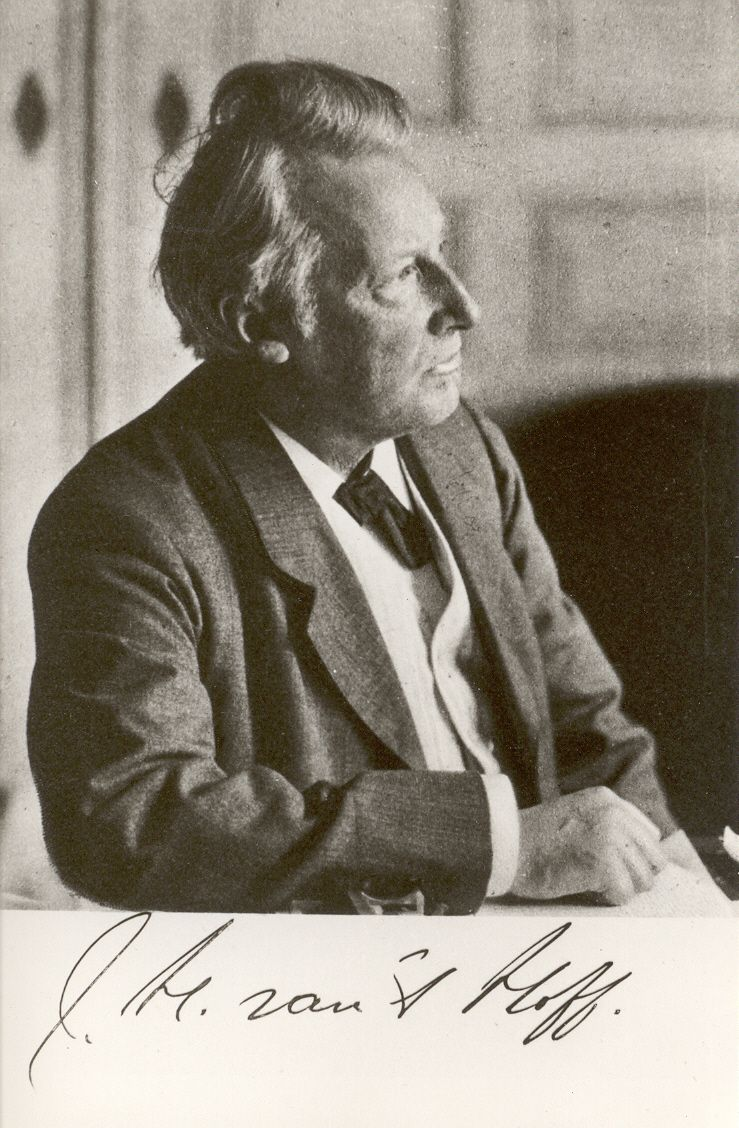
范特霍夫, 1900年

1875年发表了《空间化学》一文，提出分子的空间立体结构的假说，首创“不对称碳原子”概念，以及碳的正四面体构型假说（又称范托浩夫—勒·贝尔模型），即一個碳原子連接四個不同的原子或基團，初步解決了物質的旋光性與結構的關係，這項研究結果立刻在化学界引起了巨大的反响，而且是毀譽參半；有机化学家咸利森努斯教授写信给范霍夫说：“您在理论方面的研究成果使我感到非常高兴。我在您的文章中，不仅看到了说明迄今未弄清楚的事实的极其机智的尝试，而且我也相信，这种尝试在我们这门科学中……将具有划时代的意义。”德国莱比锡的赫尔曼·柯尔贝教授則認為：“有一位乌德勒支兽医学院的范托夫博士，对精确的化学研究不感兴趣。在他的《立体化学》中宣告说，他认为最方便的是乘上他从兽医学院租来的飞马，当他勇敢地飞向化学的帕纳萨斯山的顶峰时，他发现，原子是如何自行地在宇宙空间中组合起来的。”不久，阿姆斯特丹大学聘为讲师，1878年升化学教授，曾任化学系主任。
1877年，范托浩夫开始注意研究化学动力学和化学亲合力问题。1884年，出版《化学动力学研究》一书。1885年被选为荷兰皇家科学院成员。1886年范托浩夫根據實驗數據提出范托夫定律——滲透壓與溶液的濃度和溫度成正比，它的比例常數就是氣體狀態方程式中的常數R。1887年8月，與德国科学家威廉·奥斯特瓦尔德共同创办《物理化学杂志》。
1901年由於“發現了溶液中的化學動力學法則和滲透壓規律以及對立體化學和化學平衡理論作出的貢獻”，成為第一位诺贝尔化学奖的获得者，後應邀訪問美国、德国。晚年感染肺结核，身體消瘦，仍孜孜不倦於研究，1911年3月1日病逝於德國柏林附近的施特格利茨。

## 荣誉和奖励
1885年，范特霍夫被任命为荷兰皇家科学院院士。其他荣誉包括哈佛大学和耶鲁大学（1901年），维多利亚大学，曼彻斯特大学（1903年）和海德堡大学（1908年）的荣誉博士学位。 他于1893年（与Le Bel一起）被授予皇家学会戴维奖章，并于1897年当选为皇家学会（ForMemRS）的外籍院士。他被授予普鲁士科学院的亥姆霍兹奖章（1911年），并被任命为荣誉骑士（1894年）和威廉皇帝学会参议员（1911年）。 范特霍夫成为伦敦英国化学学会，荷兰皇家艺术与科学学院（1892年），美国化学学会（1898年），Borlase化学学会。和巴黎的法国科学院（1905年）的荣誉会员。 在他众多的荣誉中，范特霍夫认为赢得第一届诺贝尔化学奖是他职业生涯的巅峰之作。